# Суротдинов, Андрей Минханович
Андрей Минханович Суротдинов (род. 26 апреля 1960, Семипалатинск, Казахская ССР) — скрипач, клавишник, композитор, аранжировщик. Автор музыки к театральным постановкам и кинофильмам. Действующий скрипач рок-группы «Аквариум» (с 1995 года). До «Аквариума» играл в «Академии старинной музыки» (в 1987—1993 гг.)

### Биография
В 1986–1987 годах был участником Ленинградского ансамбля старинной музыки Ars Consoni под руководством Владимира Федотова,  с которым гастролировал в СССР, Польше и Югославии. Участвовал в записи альбома с музыкой Г. Ф. Телемана.
С 1988 по 1994 год — играл в московском ансамбле Академия старинной музыки под руководством Татьяны Гринденко. В составе коллектива гастролировал в Бельгии, Германии, Чехии, Словакии, Венгрии, Италии, Франции, Австрии, Финляндии, Турции, Великобритании, Шотландии, США, Голландии и Индии. Участвовал в записи нескольких альбомов ансамбля. Исполнял партии на скрипке, альте и виоле да браччо.
С 1994 года — скрипач и клавишник группы Аквариум. Принимал участие в записи многочисленных альбомов коллектива в качестве скрипача, альтиста, клавесиниста и пианиста. Участвовал в значимых гастрольных турах группы по странам бывшего СССР, Европе, США, Японии, Австралии, Турции, Великобритании, Ирландии и Индии. Выступал на крупнейших концертных площадках, включая лондонский Royal Albert Hall и парижский Théâtre de la Ville.
Параллельно ведёт концертную деятельность в сфере классической музыки. Исполняет произведения на скрипке, альте, фортепиано, клавесине и органе.
Участвовал в фестивале Владимира Мартынова в московском «Культурном центре ДОМ» и в фестивале «Немое кино и живая музыка», в рамках которого озвучил более 15 фильмов.
Участвовал в записях альбомов Насти Полевой, группы Маркшейдер Кунст.
Увлекается фотографией. В 2008 году проведена персональная фотовыставка в санкт-петербургской галерее Борей.

#### Участие в кинофильмах и театральных постановках
«Воздух» (2023, реж. Алексей Герман-мл.)
"Дело" (2021, реж. Алексей Герман мл.)
«Дело Сахарова» (2021, реж. Елена Якович)
«Тёмная сторона света» (2019, реж. Григорий Жихаревич)
«Куда течёт море» (2018, реж.Виталий Салтыков)
«Мама навсегда» (2018, реж. Кирилл Плетнёв)
«Евангельский круг Василия Поленова» (2015, реж. Елена Якович)
«Под электрическими облаками» (2015, реж. Алексей Герман-мл.)
«Настя» (2015, реж. Кирилл Плетнёв)
«Василий Гроссман. Я понял, что я умер» (2014, реж.  Елена Якович)
«Одноклассницы» (2013, реж. Григорий Жихаревич)
«Улицы разбитых фонарей 10» (2009, реж. Григорий Жихаревич)
«Дорожный патруль 3» (2009, реж. Григорий Жихаревич)
«Улицы разбитых фонарей 9» (2008, реж. Григорий Жихаревич)
«Человек в футляре, человек в пальто и человек во фраке» (2005, реж. Элина Суни)
Театральные постановки
«Братья Кюхельгартены» — спектакль по произведениям Николая Гоголя. Режиссёр: Владимир Радченко. Центр Высоцкого, Москва, 2002 год.
«Лексикон» — постановка по прозе Милорада Павича. Режиссёр: Алексей Слюсарчук. Театр «Особняк», Санкт-Петербург, 2002 год.
«Назову себя Гантенбайн» — спектакль по роману Макса Фриша. Режиссёр: Алексей Слюсарчук. Театр «Особняк», Санкт-Петербург, 2004 год.
«Татуировка» — постановка по пьесе Деи Лоэр. Режиссёр: Елена Озерцова. Театр «Триада», Москва, 2004 год.
«Девушка и Кентавр» — спектакль по пьесе И. Шприца. Режиссёр: Владимир Кустов. Театр-антреприза имени Екатерины Орловой, Санкт-Петербург, 2007 год.
«Пенелопа-18» — постановка по роману Джеймса Джойса «Улисс». Режиссёр: Алексей Слюсарчук. Театр «Особняк», Санкт-Петербург, 2003 год.
«Венский апокриф» — спектакль по роману Ингеборг Бахман «Малина». Режиссёр: Алексей Слюсарчук. Театр «Особняк», Санкт-Петербург, 2013 год.
«Супер Флю» — постановка по пьесе Николая Гоголя «Женитьба». Режиссёр: Виктор Крамер. Совместная работа театра из Прато (Италия) и Театра «Балтийский дом» (Санкт-Петербург), 2004 год.
«Весёлые ребята» — мюзикл. Режиссёр: Виктор Крамер. Театр имени Евгения Вахтангова, Москва, 2004 год. Аранжировщики А. Суротдинов.и Б. Рубекин.
«Женитьба Фигаро» — спектакль по пьесе Пьера де Бомарше. Режиссёр: Виктор Крамер. Театр «Балтийский дом», Санкт-Петербург, 2007 год.
«Иванов» — постановка по пьесе Антона Чехова. Режиссёр: Александр Баргман. Театр «Такой театр», Санкт-Петербург, 2007 год.
«Algo que quería ser alguien» — спектакль. Режиссёр: Mima Jankovic. Teatro Fenix 2, Кастельон, Испания, 2010 год.
«Цветные сны белой ночи» - спектакль. Режиссер Виктор Крамер. Театр «Мюзик-Холл», Санкт-Петербург, 2012 год.
«Февралья» — постановка по роману Шейна Джонса «Остаемся зимовать». Режиссёр: Алексей Образцов. Театр «Особняк», Санкт-Петербург, 2017 год.
«Макбет» — спектакль по пьесе Уильяма Шекспира. Режиссёр: Дмитрий Турков. Камерный театр, Челябинск, 2020 год.
«Бесы» — постановка по роману Фёдора Достоевского. Режиссёр: Алексей Слюсарчук. Театр имени Ленсовета, Санкт-Петербург, 2021 год.

### Семья
Жена — актриса Даниэла Стоянович. 